# Чевельчанська сільська рада
Чевельчанська сільська рада — адміністративно-територіальна одиниця у Оржицькому районі Полтавської області з центром у c. Чевельча.
Населення — 837 осіб.

## Населені пункти
Сільраді були підпорядковані населені пункти:
- c. Чевельча